# Piotr Bąkowski
Piotr Bąkowski (ur. 1977) – kickboxer, trener, mentor, wielokrotny mistrz świata w kick-boxingu.
Podczas amatorskiej kariery sportowej, do 2014 zdobył 2 tytuły mistrza świata, 14 tytułów mistrza Polski, 45 medali w rywalizacji krajowej i 63 medale w rywalizacji międzynarodowej, tocząc 583 pojedynków. Karierę zawodową zwieńczyły pasy mistrza świata full contact trzech federacji WKSF, WTKA oraz UFR. Jako trener Piotr Bąkowski wyszkolił kilkudziesięciu mistrzów Polski, świata i Europy w kickboxingu i innych sztukach walki. Obecnie piastuje funkcję Prezesa międzynarodowej federacji sztuk walki UFR, Sekretarza Generalnego federacji WKSF Polska, Prezesa rywalizacji amatorskiej federacji WKA Poland oraz Prezesa Runda Zero Promotion, organizacji promującej zawodowy kickboxing i inne sztuki walki. Jest także jednym z autorów ogólnopolskiej kampanii "Łączy Nas Sport Nie Narkotyki".
- Tytuły zawodowego mistrza świata - 3
- Tytuł amatorskiego mistrza świata - 2
- Tytuły mistrza Polski - 14
- Medale w rywalizacji krajowej - 45
- Medale w rywalizacji międzynarodowej - 63
- Liczba stoczonych pojedynków amatorskich - 583
- Liczba stoczonych pojedynków zawodowych - 7

## Historia
Jego kariera związana jest z federacją Universal Fighting Rules (UFR), którą współzałożył w 2010 roku wraz z Łukaszem Makarewiczem.
Jako trener, Bąkowski prowadzi zajęcia w swoim klubie, Bąkowski Fight Club, oferując treningi kickboxingu, boksu, samoobrony oraz innych sztuk walki w Warszawie i Tarczynie. Jest również związany z organizacją Runda Zero Promotion, która promuje wydarzenia sportowe i współpracuje z federacją UFR.

## Sukcesy Sportowe

### Zawodowe Pasy Mistrzowskie
- Mistrz Świata Full Contact federacji WKSF
- Mistrz Świata Full Contact federacji WTKA
- Mistrz Świata Full Contact federacji UFR

### Czarne Pasy (Stopnie Mistrzowskie)
- 4 Dan federacji UFR
- 2 Dan kickboxing WAKO
- 5 Dan karate WKSF
- 4 Dan kickboxing ITO
- 3 Dan federacji WFMC Dan taekwondo PUT

### Mistrzostwa Świata i Europy
- 1 m-ce Unifikowane Mistrzostwa Świata (Toskania, Włochy 2014 r.)
- 1 m-ce Unifikowane Mistrzostwa Świata (Toskania, Włochy 2014 r.)
- 2 m-ce Mistrzostwa Świata Kickboxingu  WAKO (Coimbra, Portugalia 2007 r.)
- 2 m-ce Mistrzostwa Europy Kickboxingu  WAKO (Lizbona, Portugalia 2006 r.)
- 3 m-ce Mistrzostwa Świata Kickboxingu WAKO (Szeged, Węgry 2005 r.)
- 3 m-ce Mistrzostwa Europy Kickboxingu WAKO (Warna, Bułgaria 2008 r.)
- 5 m-ce Mistrzostwa Świata Kickboxingu WAKO (Lignano, Włochy 2009 r.)

### Puchary Świata i Europy
- 1 m-ce Puchar Europy Kickboxingu WAKO (Conegliano, Włochy 2013 r.)
- 2 m-ce Puchar Świata Kickboxingu WAKO (Szeged, Węgry 2005 r.)
- 2 m-ce Puchar Świata Kickboxingu WAKO (Austria  2011 r.)
- 3 m-ce Puchar Europy Kickboxingu WAKO (Conegliano, Włochy 2013 r.)
- 3 m-ce Puchar Świata Kickboxingu WAKO (Piacenza, Włochy 2005 r.)
- 3 m-ce Puchar Świata Kickboxingu WAKO (Szeged, Węgry 2006 r.)
- 3 m-ce Puchar Świata Kickboxingu WAKO (Szeged, Węgry 2006 r.)
- 3 m-ce Puchar Świata Kickboxingu WAKO (Szeged, Węgry 2007 r.)
- 3 m-ce Puchar Świata Kickboxingu WAKO (Austria  2011 r.)
- 3 m-ce Puchar Świata Kickboxingu WAKO (Szeged, Węgry 2007 r.)
- 3 m-ce Puchar Świata Kickboxingu WAKO (Szeged, Węgry 2008 r.)
- 3 m-ce Puchar Świata Kickboxingu WAKO (Szeged, Węgry 2008 r.)
- 3 m-ce Puchar Świata Kickboxingu WAKO (Szeged, Węgry 2009 r.)
- 3 m-ce Puchar Świata Kickboxingu WAKO (Innsbruck, Austria  2011 r.)
- 3 m-ce Puchar Europy Kickboxingu WAKO (Conegliano, Włochy 2011 r.)
- 3 m-ce Puchar Świata Kickboxingu WAKO (Innsbruck, Austria  2011 r.)
- 3 m-ce Puchar Europy Kickboxingu WAKO (Conegliano, Włochy 2011 r.)

### Mistrzostwa Polski
- 1 m-ce Mistrzostwa Polski Kickboxingu WAKO (PZKB) Garwolin 2003 r.
- 1 m-ce Mistrzostwa Polski Kickboxingu WAKO (PZKB) Piaseczno 2005 r.
- 1 m-ce Mistrzostwa Polski Kickboxingu WAKO (PZKB) Sokołów Podlaski 2006 r.
- 1 m-ce Mistrzostwa Polski Kickboxingu WAKO (PZKB) Włochów 2007 r.
- 1 m-ce Mistrzostwa Polski Kickboxingu WAKO (PZKB) Włochów 2007 r.
- 1 m-ce Mistrzostwa Polski Kickboxingu WAKO (PZKB) Szczecin 2008 r.
- 1 m-ce Mistrzostwa Polski Kickboxingu WAKO (PZKB) Tarczyn 2009 r.
- 1 m-ce Mistrzostwa Polski Taekwondo (PUT) Ząbkowice Śląskie 2010 r.
- 1 m-ce Mistrzostwa Polski Kickboxingu WAKO (PZKB) Tarczyn 2009 r.
- 1 m-ce Mistrzostwa Polski Tang Soo Do (PFTSD) 2010 r.
- 1 m-ce Mistrzostwa Polski Taekwondo (PUT) Ząbkowice Śląskie 2010 r.
- 1 m-ce Mistrzostwa Polski Tang Soo Do (PFTSD) Puławy 2011 r.
- 1 m-ce Mistrzostwa Polski Tang Soo Do (PFTSD) Puławy 2011 r.
- 1 m-ce Mistrzostwa Polski Tang Soo Do (PFTSD) 2012 r.
- 2 m-ce Mistrzostwa Polski Kickboxingu WAKO (PZKB) Piaseczno 2001 r.
- 2 m-ce Mistrzostwa Polski Kickboxingu WAKO (PZKB) Hel 2004 r.
- 2 m-ce Mistrzostwa Polski Kickboxingu WAKO (PZKB) Pasłęk 2002 r.
- 2 m-ce Mistrzostwa Polski Taekwondo (PUT) Piotrków Trybunalski 2009 r.
- 2 m-ce Mistrzostwa Polski Taekwondo (PUT) Ostróda 2011 r.
- 2 m-ce Mistrzostwa Polski Taekwondo (PUT) Ząbkowice Śląskie 2010 r.

### Puchary Polski
- 1 m-ce Puchar Polski Kickboxingu WAKO (PZKB) Węgrów 2005 r.
- 1 m-ce Puchar Polski Kickboxingu WAKO (PZKB) Węgrów 2006 r.
- 1 m-ce Puchar Polski Kickboxingu WAKO (PZKB) Węgrów 2007 r.
- 1 m-ce Puchar Polski Kickboxingu WAKO (PZKB) Węgrów 2008 r.
- 1 m-ce Puchar Polski Kickboxingu WAKO (PZKB) Węgrów 2009 r.
- 1 m-ce Puchar Polski Kickboxingu WAKO (PZKB) Węgrów 2010 r.
- 1 m-ce Puchar Polski Tang Soo Do (PFTSD) Przysucha 2011 r.
- 1 m-ce Puchar Polski Tang Soo Do (PFTSD) Przysucha 2011 r.
- 1 m-ce Puchar Polski Tang Soo Do (PFTSD) Przysucha 2011 r.
- 2 m-ce Puchar Polski Kickboxingu WAKO (PZKB) Hel 2002 r.
- 2 m-ce Puchar Polski Kickboxingu WAKO (PZKB) Węgrów 2005 r.
- 2 m-ce Puchar Polski Kickboxingu WAKO (PZKB) Węgrów 2007 r.
- 2 m-ce Puchar Polski Kickboxingu WAKO (PZKB) Węgrów 2008 r.
- 2 m-ce Puchar Polski Kickboxingu WAKO (PZKB) Węgrów 2009 r.
- 2 m-ce Puchar Polski Kickboxingu WAKO (PZKB) Węgrów 2010 r.
- 2 m-ce Puchar Polski Kickboxingu WAKO (PZKB) Węgrów 2010 r.

## Działalność Społeczna

### Animacja Sportu
- Prezes federacji UFR International (Universal Fighting Rules) od 2014
- Współtwórca  kampanii "Łączy Nas Sport Nie Narkotyki" od 2014
- Prezes WKA Poland Amateur (World Kickboxing and Karate Federation)  od 2014
- Członek Zarządu Polskiego Związku Kickboxingu (PZKB) 2008 - 2010
- Organizator międzynarodowego turnieju sztuk walki "Mazovia Cup International"
- Organizator Cyklu Gal Kickboxingu "Runda Zero Fight Night"
- Sekretarz WKSF Poland (World Karate and Kickboxing Sport Federation) od 2014
- Prezes Runda Zero Promotion (Stowarzyszenie Promocji Sztuk Walki) od 2010
- Wiceprezes federacji UFR Polska (Universal Fighting Rules) 2010 - 2014
- Właściciel klubu "Bąkowski Fight Club" od 2009
- Wiceprezes UKS Akrobata Tarczyn 2007 - 2013

### Praca Szkoleniowa
- Trener  Kadry Narodowej Polski  UFR (Universal Fighting Rules) 2010 - 2014
- Trener Kadry Narodowej Polski Kickboxingu (PZKB) 2006 - 2010
- Trener w Zespole Szkól Specjalnych w Łbiskach od 2013
- Trener w klubie "Bąkowski Fight Club" od 2009
- Trener sekcji kickboxingu UKS Akrobata Tarczyn od 2006
- Trener Kadry MZKB (Mazowiecki Okręgowy Związek Kickboxingu) 2005 - 2009
- Trener klubu kickboxingu "Warszawa Śródmieście" 2004 - 2009

### Uprawnienia Instruktorskie
- Instruktor kickboxingu Ministerstwa Sportu i Turystyki
- Instruktor samoobrony  Ministerstwa Sportu i Turystyki
- Instruktor kulturystyki i fitness Ministerstwa Sportu i Turystyki
- Międzynarodowy Instruktor Sztuk Walki federacji UFR (Universal Fighting Rules)
- Instruktor Kickboxingu i Karate federacji WKA (World Kickboxing and Karate Association)
- Instruktor Karate i Kickboxingu federacji WKSF (World Karate and Kickboxing Sport Federation)
- Instruktor MMA federacji UFR (Universal Fighting Rules)

### Uprawnienia Sędziowskie
- Sędzia Federacji UFR  (Universal Fighting Rules) od 2010
- Sędzia Polskiego Związku Kickboxingu (PZKB) 2008 - 2010
- Sędzia Federacji WKA (World Kickboxing and Karate Association) od 2014
- Sędzia Federacji WKSF (World Karate and Kickboxing Sport Federation) od 2014
- Sędzia Międzynarodowy Federacji UFR  (Universal Fighting Rules) od 2010
- Sędzia Polskiego Związku Kickboxingu (PZKB) 2008 r. -2010 r.

### Działalność Samorządowa
- Asystent Starosty Powiatu Piaseczyńskiego ds. Kultury i Sportu od 2013

### Nagrody
- Nagroda Ministra Sportu i Turystyki za osiągnięcia trenerskie 2007 r.
- Nagroda Ministra Sportu i Turystyki za osiągnięcia trenerskie 2008 r.
- Nagroda Ministra Sportu i Turystyki za osiągnięcia trenerskie 2007 r.
- Nagroda Starosty Powiatu Piaseczyńskiego za wybitne osiągnięcia trenerskie 2013 r.
- Nagroda Starosty Powiatu Piaseczyńskiego za wybitne osiągnięcia trenerskie 2010 r.
- Nagroda Starosty Powiatu Piaseczyńskiego za wybitne osiągnięcia trenerskie 2009 r.
- Nagroda Starosty Powiatu Piaseczyńskiego za wybitne osiągnięcia trenerskie 2008 r.